# 東京都道202号上成木川井線

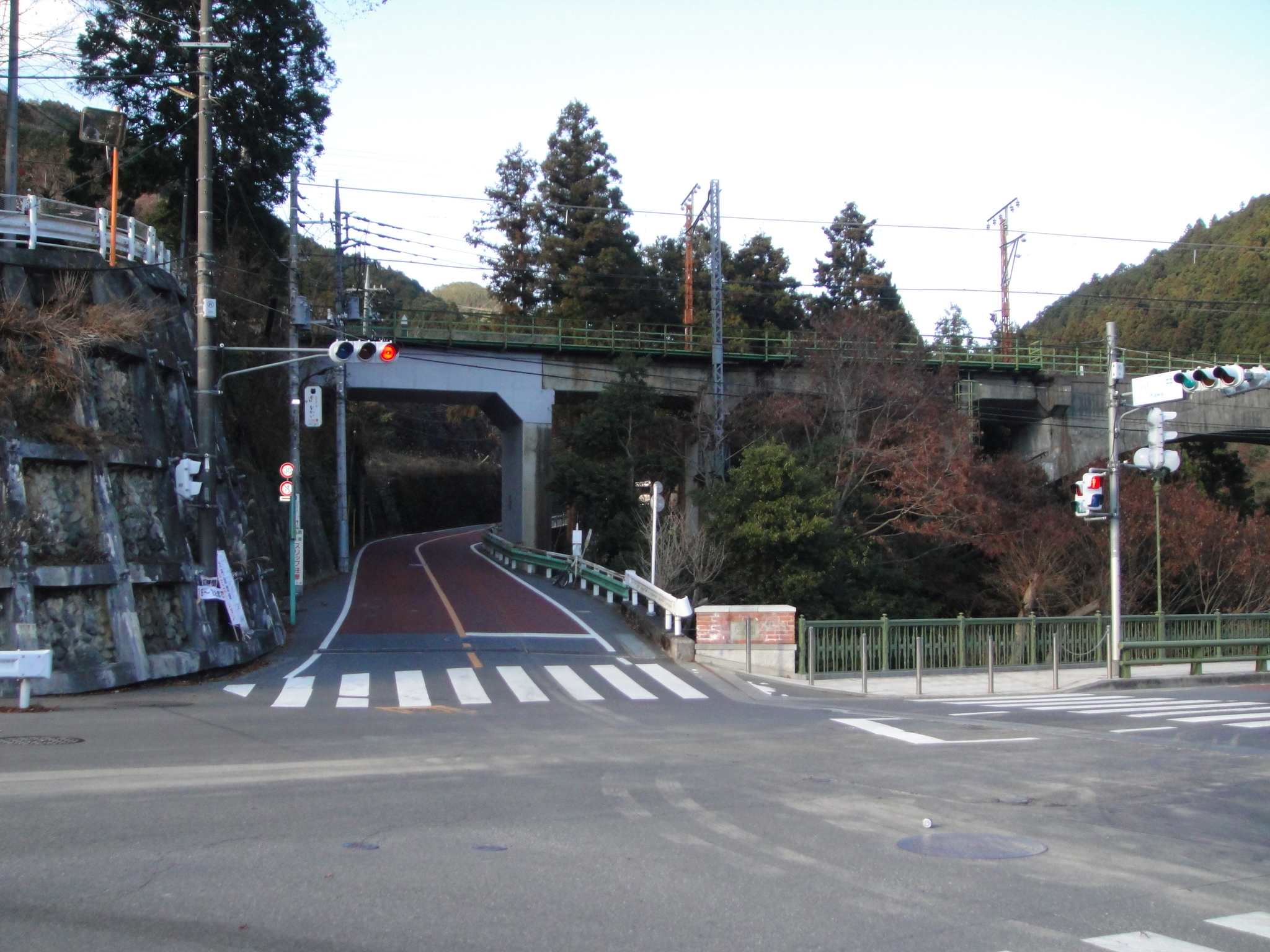
終点

東京都道202号上成木川井線（とうきょうとどう202ごう かみなりきかわいせん）は、東京都青梅市成木七丁目（上成木）から、東京都西多摩郡奥多摩町川井に至る一般都道である。起点側と終点側は岩茸石山で分断され、途中、人ひとりやっと通れるほどのハイキング道しかない。奥多摩町側には西東京バスの路線バスが通っている。

## 道路概要
- 陸上距離：6,602m
- 起点：東京都青梅市成木七丁目（東京都道53号青梅秩父線、交点）
- 終点：東京都西多摩郡奥多摩町川井（国道411号、交点）

## 交差・接続する道路
起終点以外の国道、都道府県道はなし。

## 通過する自治体
- 青梅市
- 西多摩郡奥多摩町

## 沿道状況
都道53号（秩父・東青梅方面）からY字に分岐し、西へ進路を向ける。少し進むと自動車の通行は不可能となる。自動車通行不可区間を越えると奥多摩町内で、奥多摩町内で国道411号（甲府・新宿方面）と接続する交差点で終点となる。同交差点から先は都道45号の支線となり、その先で本線（奥多摩湖・立川方面）と接続する。